# Bruno Zanotti
Bruno Zanotti (Durban, Sudáfrica, 14 de septiembre de 1982) es un exjugador de baloncesto paraguayo nacido en Sudáfrica. Con 1,98 metros de altura, jugaba habitualmente en la posición de alero. Fue internacional con la selección de baloncesto de Paraguay.

## Trayectoria
Zanotti nació en Sudáfrica mientras su padre se encontraba ejerciendo su profesión de médico en ese país. Cuando tenía tres años su familia retornó a Paraguay, afincándose en la ciudad de Asunción. Allí Zanotti comenzaría a practicar baloncesto en el club Rowing durante su niñez.
Dotado para el deporte, fue reclutado por el Deportivo San José que le dio la oportunidad de jugar profesionalmente. De todos modos en 2002 partió hacia los Estados Unidos para estudiar medicina deportiva en el Merrimack College de Andover, Massachusetts, y jugar con los Warriors, el equipo de la institución que competía en la División II de la NCAA. Estuvo cuatro temporadas allí.
Tras culminar sus estudios, consiguió la ciudadanía italiana (la cual le correspondía por herencia paterna) y partió hacia Europa para proseguir allí con su carrera. Lo fichó el Pallacanestro Reggiana, que le dio la oportunidad de jugar 6 partidos en la Serie A antes de ser cedido al Aurora Jesi de la Serie A2. Tras esa experiencia en la tierra de sus ancestros, Zanotti jugaría un año en el Rhône Hérens Basket de Suiza.
En 2008 regresó a su país, donde estuvo hasta mediados de 2009 jugando para el Deportivo San José y Libertad. Cuando el colombiano Stalin Ortiz dejó a Regatas Corrientes en octubre de 2009, el club argentino le ofreció un contrato a Zanotti para sustituirlo. En la Liga Nacional de Básquet estuvo hasta 2012, jugando para los correntinos pero también para 9 de Julio y Lanús (registró también un fugaz paso por Montevideo Basket Ball Club de la Liga Uruguaya de Básquetbol). Luego de ello regresó a su país para reincorporarse a Libertad.
En enero de 2013 fue fichado por el Flamengo, lo que le dio la oportunidad de jugar en el Novo Basquete Brasil. Al culminar la temporada retornó a la Argentina como ficha de Libertad de Sunchales.
A mediados de 2014 regresó al Paraguay, ya con la intención de quedarse jugando en la liga local y de contribuir con el desarrollo de la cultura atlética en su país como funcionario de la Secretaría Nacional de Deportes.

## Selección nacional
Zanotti jugó con los seleccionados juveniles de baloncesto de Paraguay en varios torneos regionales. Con la selección absoluta estuvo presente en cinco ediciones del Campeonato Sudamericano de Baloncesto (2004, 2010, 2012, 2014 y 2016) y en el Torneo de las Américas de 2011. 